# Jomo Electric Railway
La Jomo Electric Railway  Co.,Ltd. (上毛電気鉄道株式会社, Jōmō Denki Tetsudō Kabushiki-gaisha) est une compagnie de transport de passagers qui exploite une ligne de chemin de fer dans la préfecture de Gunma au Japon. La compagnie a aussi des activités dans l'immobilier. C'est une filiale de la compagnie Tōbu. Son siège social se trouve dans la ville de Maebashi.

## Histoire
La compagnie a été fondée le 27 mai 1926. Elle commence l'exploitation de la ligne Jōmō le 10 novembre 1928.

## Ligne
La compagnie possède une ligne.
| Ligne      | Nom japonais | Terminus                    | Longueur (km) | Gares |
| ---------- | ------------ | --------------------------- | ------------- | ----- |
| Ligne Jōmō | 上毛線       | Chūō-Maebashi - Nishi-Kiryū | 25,4          | 23    |

## Matériel roulant

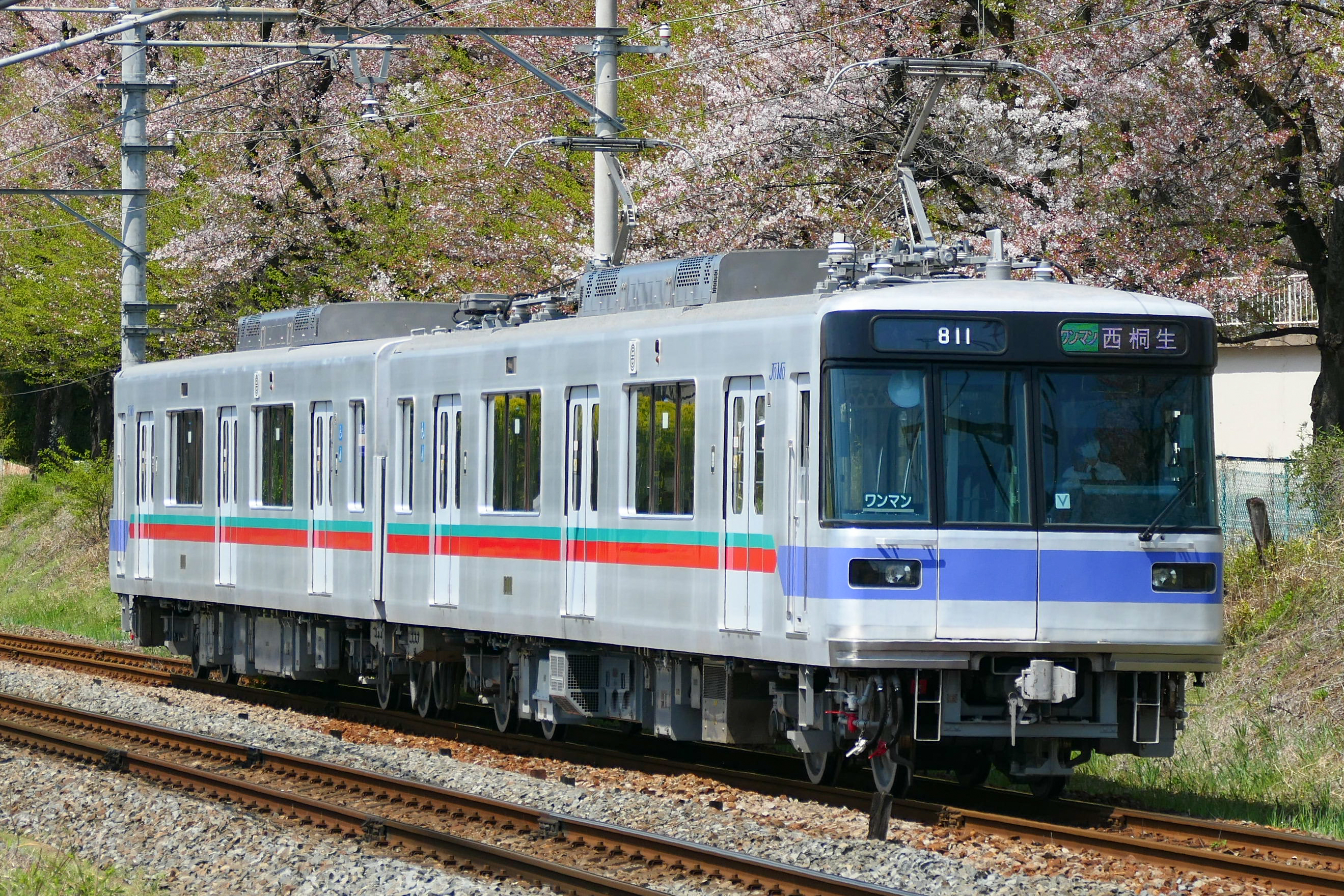
Série 800 (ex-Tokyo Metro série 03)
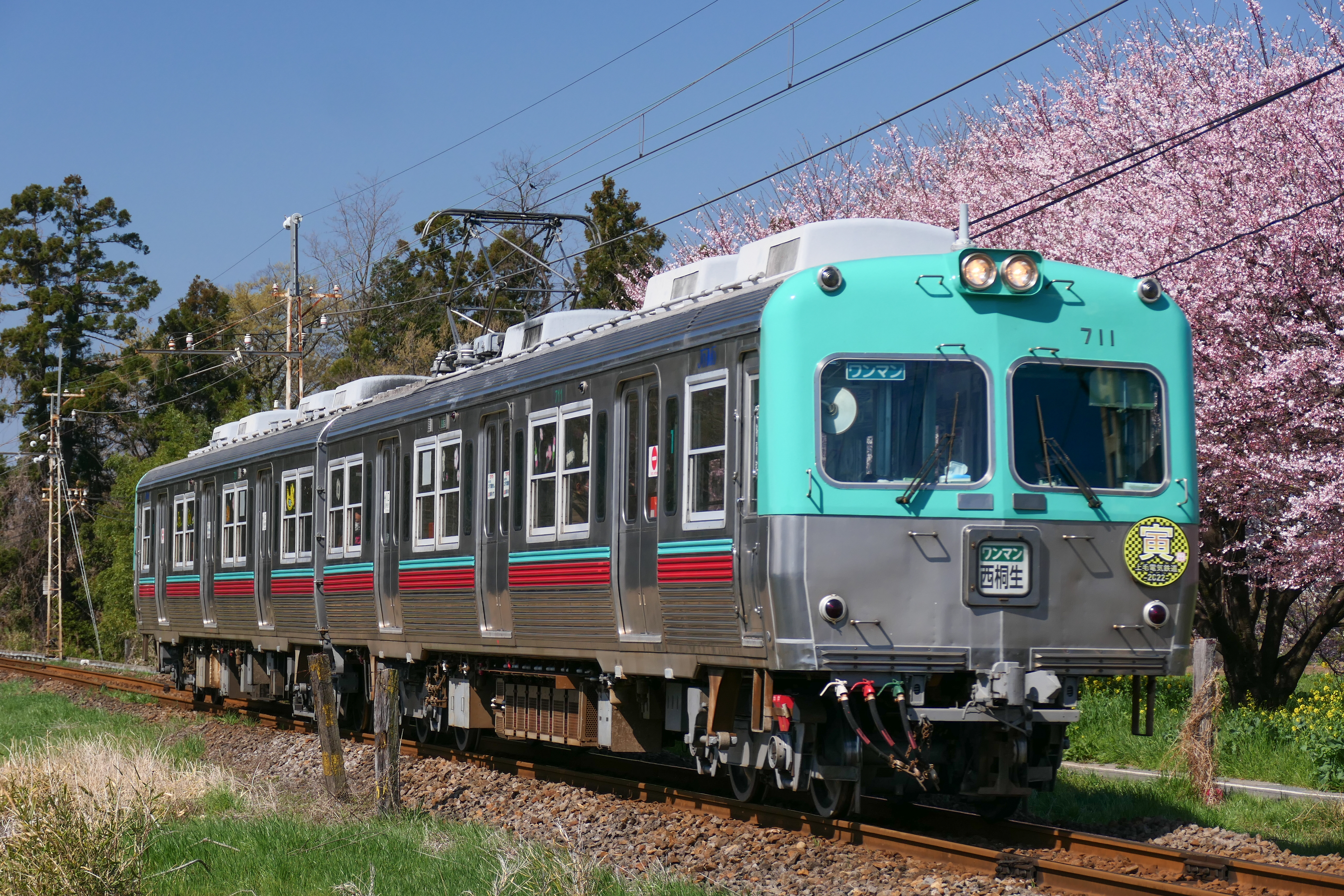
Série 700 (ex-Keiō série 3000)
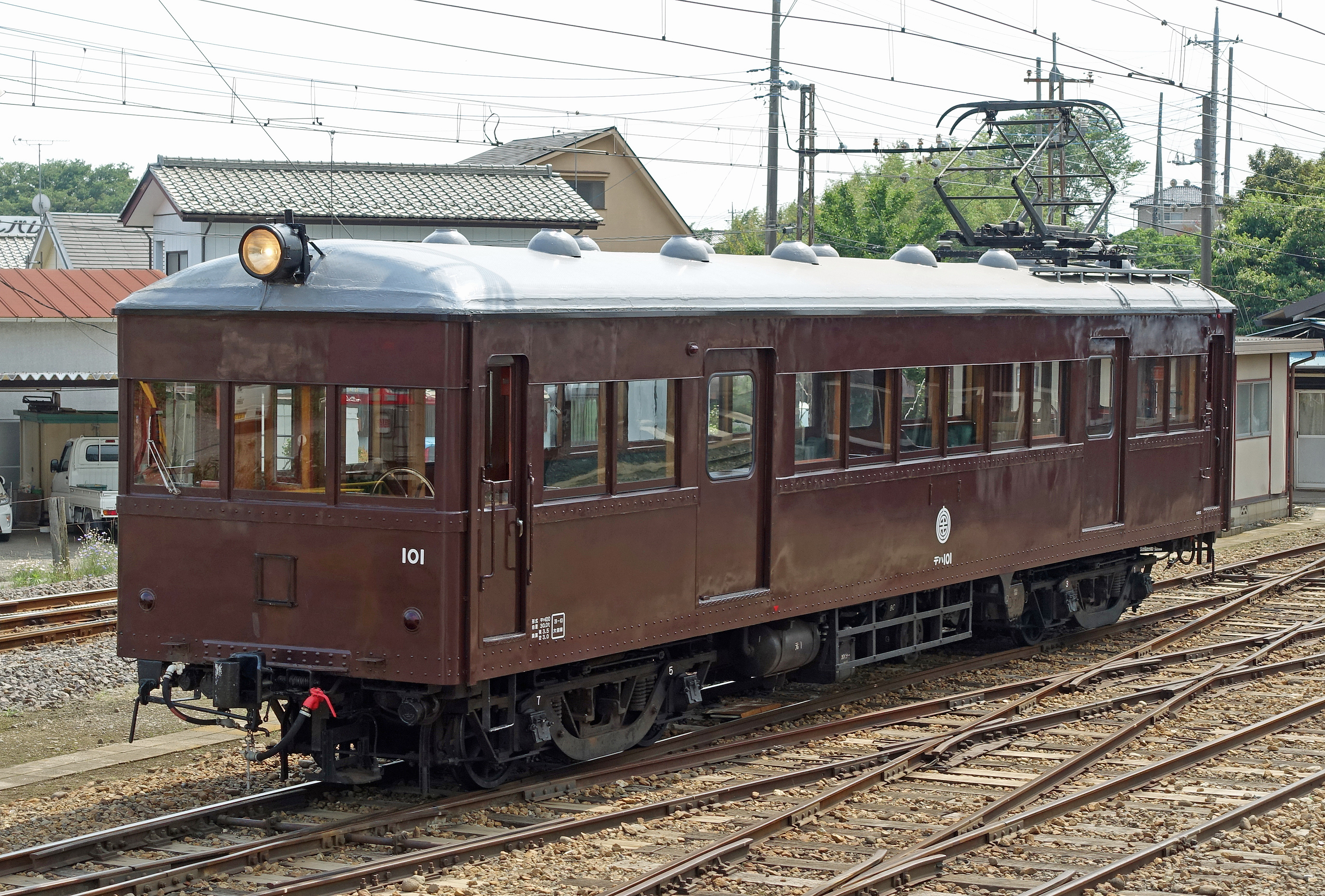
Série DeHa 100
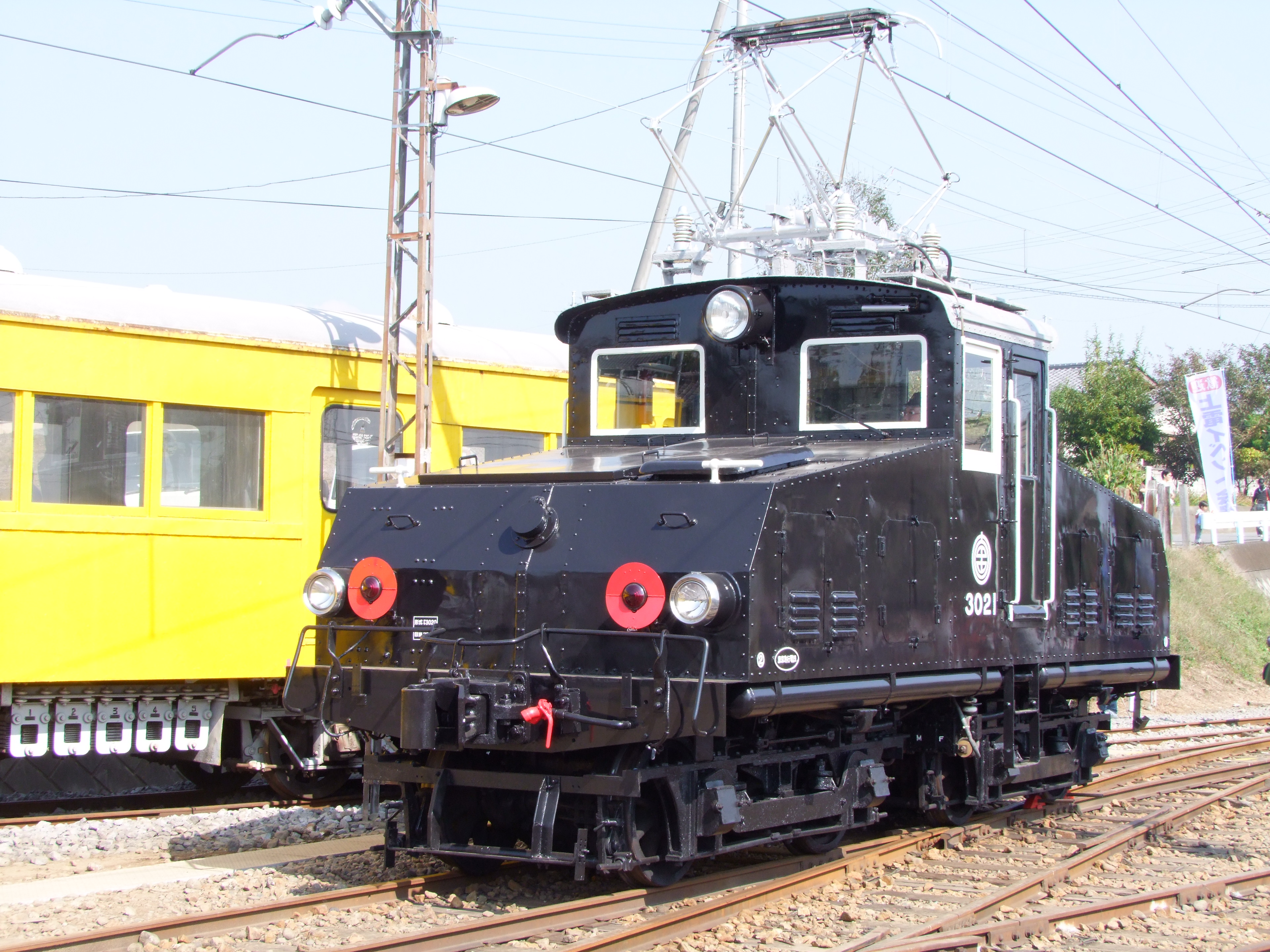
Locomotive Tōkyū série Deki 3020